# النخيلة (أسيوط)
قرية النخيلة هي إحدى القرى التابعة لمركز أبو تيج في محافظة أسيوط في جمهورية مصر العربية. حسب إحصاءات سنة 2006، بلغ إجمالي السكان في النخيلة 38758 نسمة، منهم 19889 رجل و18869 امرأة.